# Christian Schubel
Christian Schubel (* 1961 in Greifswald) ist ein deutscher Jurist und Hochschullehrer an der Andrássy Universität Budapest.

## Leben
Nach einer technischen Ausbildung in Halle (Saale) studierte Schubel ab 1982 Rechtswissenschaften an der Universität Jena. Sein Studium schloss er 1986 ab. 1990 promovierte er in Jena zum Dr. iur. Ab 1992 war Schubel als wissenschaftlicher Assistent von Peter Hommelhoff an der Universität Heidelberg tätig. Dort habilitierte er sich 2001 und erhielt die venia legendi  für die Fächer Bürgerliches Recht, Handels- und Gesellschaftsrecht sowie
Privatrechtsgeschichte der Neuzeit.
Nach einer Lehrstuhlvertretung an der Universität Heidelberg hat Schubel seit Oktober 2002 den Lehrstuhl für Zivil- und Wirtschaftsrecht an der Andrássy Universität Budapest inne, wo er seitdem auch Mitglied des Senats ist. Von 2006 bis 2009 war Schubel Prorektor der Andrássy Universität, 2007/08 deren kommissarischer Rektor. Seine Forschungsschwerpunkte liegen insbesondere im Europäischen und vergleichenden Gesellschaftsrechts sowie in der Wirtschaftsprivatrechtsgeschichte.

## Veröffentlichungen (Auswahl)
- Die  Besteuerung  von  Gemeinschaftsunternehmen  mit  Beteiligung  kapitalistischer  Firmen  in sozialistischen  Staaten. Universitätsverlag, Jena 1989, doi:10.22032/dbt.44704 (Dissertation).
- Verbandssouveränität und Binnenorganisation der Handelsgesellschaften. Mohr Siebeck, Tübingen 2003, ISBN 978-3-16-148132-1 (Habilitationsschrift).